# ردپای فناوری

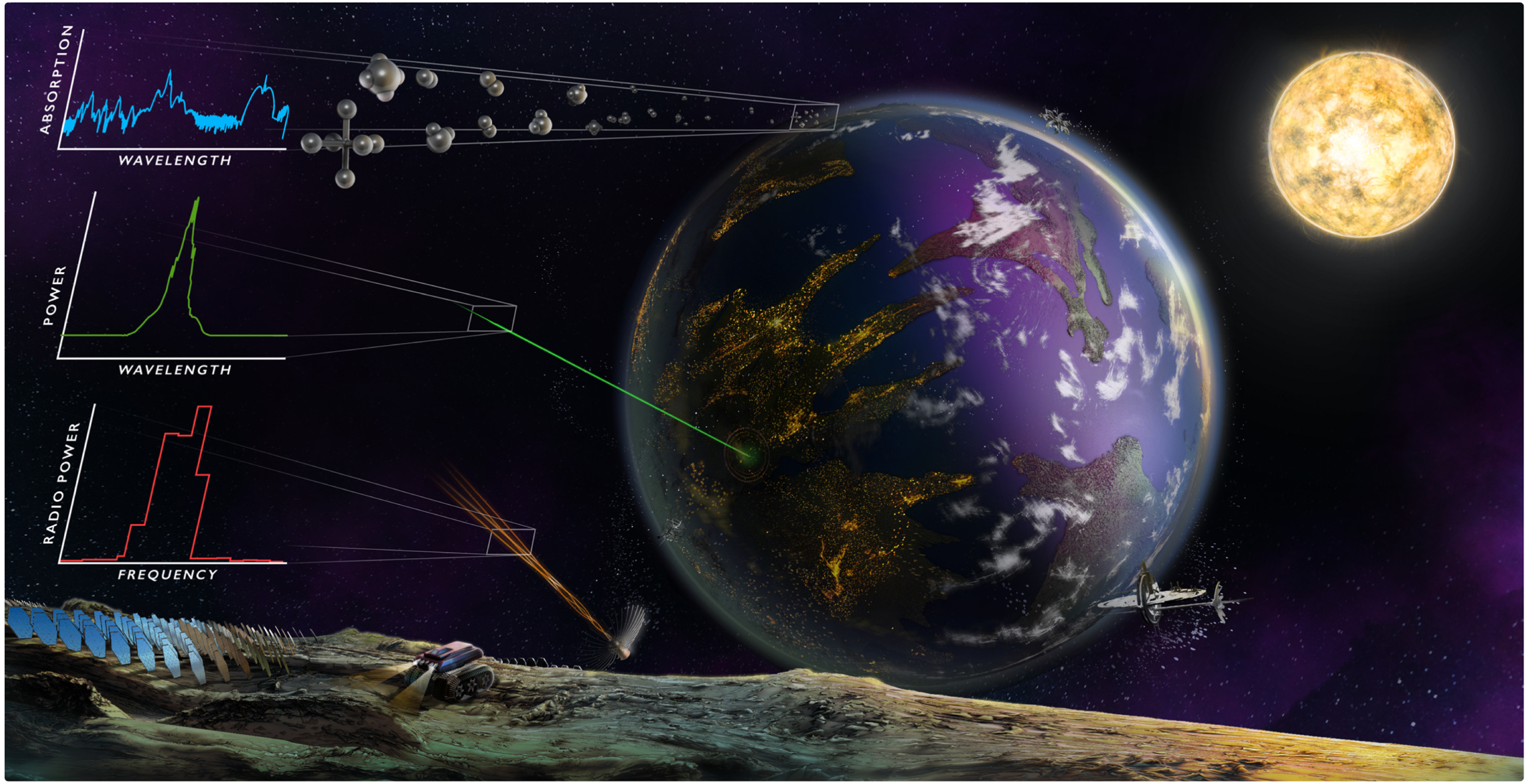
تصویری از انواع مختلف رد پاهای فناوری (technosignatures).

مبحث ردپای فناوری (انگلیسی: Technosignature) یا نشانه‌های فناورانه (technomarker) به بررسی نشانه‌هایی می‌پردازد که می‌توانند وجود فناوری‌های پیشرفته، چه در گذشته و چه در حال، را در جهان هستی نشان دهند. این نشانه‌ها شامل اثرات قابل اندازه‌گیری فناوری‌هایی هستند که می‌توانند نشانه‌ای از حیات هوشمند باشند، مانند سیگنال‌های رادیویی، نور مصنوعی، یا آثار مهندسی کیهانی مانند کره دایسون.
ردپاهای فناوری مشابه رد پای زیستی هستند که حضور حیات را نشان می‌دهند. انواع مختلف این نشانه‌ها، مانند نشت‌های رادیویی، استفاده از انرژی ستارگان یا تغییرات مداری سیارات می‌تواند نمایانگر وجود زیست فرازمینی باشد.
برخی نویسندگان ترجیح می‌دهند ارسال‌های رادیویی را از تعریف ردپاهای فناوری خارج کنند، اما چنین استفاده محدود چندان رایج نیست. جیل تارتر پیشنهاد کرده است که جستجو برای هوش فرازمینی (SETI) به «جستجوی ردپاهای فناوری» تغییر نام داده شود. انواع مختلفی از رد پاهای فناوری، مانند نشت پرتو از تأسیسات مهندسی نجومی مانند کره دایسون، نور یک جهان‌شهر فرازمینی، یا موتور ستاره‌ای که می‌تواند مدار ستارگان را در اطراف مرکز کهکشانی تغییر دهد، ممکن است با تلسکوپ‌های ویژه قابل شناسایی باشند. برخی نمونه‌های رد پاهای فناوری در کتاب The Eerie Silence نوشته پل دیویس در سال ۲۰۱۰ شرح داده شده‌اند، اگرچه اصطلاحات "technosignature" و "technomarker" در کتاب ظاهر نمی‌شوند.
در فوریه ۲۰۲۳، ستاره‌شناسان پس از بررسی ۸۲۰ ستاره، ۸ مورد احتمالی از ردپاهای فناوری را برای مطالعات بعدی شناسایی کردند.

## پروژه‌های مهندسی کیهانی

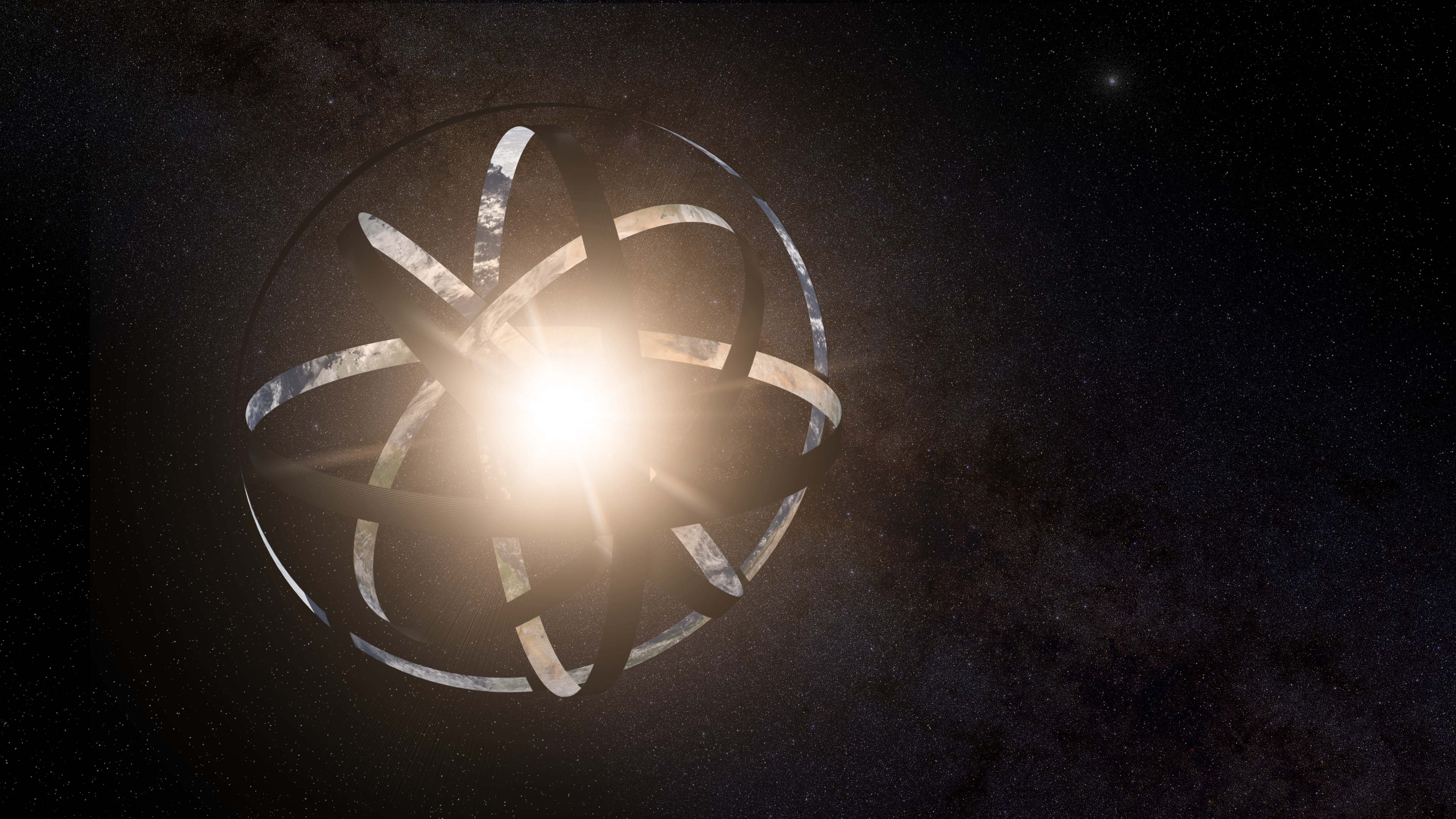
یک کره دایسون، یکی از فناوری‌های فرضی شناخته‌شده که ممکن است رد پای فناوری تولید کند.

یک کره دایسون که توسط موجودات زنده نزدیک یک خورشیدسان ساخته شده باشد، باعث افزایش مقدار پرتوهای فروسرخ در طیف انتشار سامانهٔ ستاره‌ای می‌شود. از این رو، فریمن دایسون در مقاله خود در سال ۱۹۶۰ عنوان «جستجوی منابع ستاره‌ای مصنوعی پرتوهای فروسرخ» را برگزید. SETI این فرضیات را در جستجوی خود پذیرفته و به دنبال طیف‌های «سنگین فروسرخ» از خورشیدسان‌ها می‌گردد. از سال ۲۰۰۵، آزمایشگاه فرمی بررسی‌هایی را برای چنین طیف‌هایی انجام داده و داده‌های ایراس را تحلیل کرده است.
شناسایی یکی از منابع متعدد فروسرخ به عنوان یک کره دایسون نیازمند تکنیک‌های پیشرفته‌تری برای تفکیک بین کره دایسون و منابع طبیعی است. آزمایشگاه فرمی ۱۷ کاندیدای «مبهم» شناسایی کرده که از میان آنها چهار مورد به عنوان «جالب اما همچنان قابل بحث» نام‌گذاری شده‌اند. جستجوهای دیگر نیز به شناسایی چندین کاندیدا منجر شده که همچنان تأیید نشده‌اند. در اکتبر ۲۰۱۲، ستاره‌شناس جفری مارسی، یکی از پیشگامان جستجوی سیاره فراخورشیدی، کمک‌هزینه‌ای برای تحقیق در داده‌های تلسکوپ کپلر دریافت کرد تا نشانه‌های احتمالی کره دایسون را شناسایی کند.

### مسیرهای مداری، نشانه‌های گذر، فعالیت ستاره‌ای و ترکیب منظومه‌های ستاره‌ای
شتاب‌دهنده‌های اشکادوف، که به‌طور فرضی قادر به تغییر مسیر مداری ستارگان برای جلوگیری از خطرات مختلف برای حیات، مانند ابرهای مولکولی سرد یا برخوردهای دنباله‌دار هستند، می‌توانند به شیوه‌ای مشابه با روش گذر برای شناسایی سیارات فراخورشیدی که توسط تلسکوپ کپلر جستجو می‌شوند، شناسایی شوند. با این حال، بر خلاف سیارات، این شتاب‌دهنده‌ها به‌طور ناگهانی روی سطح یک ستاره متوقف می‌شوند و از آن عبور نمی‌کنند، که منشأ فناوری آنها را آشکار می‌سازد.
همچنین، شواهدی از استخراج معدن از سیارک‌های فراخورشیدی می‌تواند به وجود هوش فرازمینی (ETI) اشاره کند.
افزون بر این، پیشنهاد شده است که اطلاعات می‌توانند در نشانه‌های گذر سایر سیارات پنهان شوند. تمدن‌های پیشرفته می‌توانند «حضور خود را پنهان کنند یا به‌طور عمدی با انتشار لیزر کنترل‌شده آن را پخش کنند».
سایر ویژگی‌های پیشنهادی به‌عنوان نشانه‌های فناوری احتمالی (یا نقطه شروع برای تشخیص نشانه‌های واضح‌تر) شامل دوره‌های مداری خاص مانند تنظیم سیارات در الگوهای عدد اول است.
فعالیت‌های تاج خورشیدی و فام‌سپهری در ستارگان ممکن است تغییر کند.
تمدن‌های فرازمینی ممکن است از سیارات آزاد (سیاره سرگردان) برای حمل‌ونقل بین‌ستاره‌ای استفاده کنند که با نشانه‌های فناوری متعدد پیشنهاد شده است.

### شبکه‌های ارتباطی
یک مطالعه پیشنهاد می‌کند که اگر موجودات فرازمینی (ETs) وجود داشته باشند، ممکن است شبکه‌های ارتباطی ایجاد کرده و حتی کاوشگرهایی در منظومه شمسی مستقر کرده باشند که ارتباطات آن‌ها قابل شناسایی باشد.
تحقیقات جان گرتز نشان می‌دهد که کاوشگرهای پروازی (پیشاهنگ) ممکن است به‌صورت متناوب منظومه‌های خورشیدی جدید را تحت نظر بگیرند و کاوشگرهای دائمی با یک پایگاه اصلی ارتباط برقرار کنند. این ارتباطات احتمالاً بر اساس محرک‌ها و شرایطی مانند شناسایی نشت‌های الکترومغناطیسی یا نشانه‌های زیستی انجام می‌شود.
این تحقیقات همچنین رابردهایی برای شناسایی کاوشگرهای فرازمینی در منظومه خورشیدی ما پیشنهاد می‌کند. این استراتژی‌ها شامل شناسایی پیام‌های نوری ارسالی است.
گرتز همچنین پیشنهاد می‌دهد که به دلیل وجود شبکه‌های بین‌ستاره‌ای گره‌های ارتباطی، جستجو برای سیگنال‌های عمدی بین‌ستاره‌ای – همان‌طور که در SETI رایج است – ممکن است بی‌فایده باشد. معماری این شبکه‌ها ممکن است شامل گره‌هایی با فاصله‌های زیر یک سال نوری باشد که بین ستاره‌های همسایه قرار گرفته‌اند.
این شبکه‌ها ممکن است شامل تپ‌اخترها به‌عنوان چراغ دریایی باشند یا گره‌هایی که پرتوهای آن‌ها با سازوکارهایی که قابلیت جستجو دارند، تعدیل شوند.
علاوه بر این، یک مطالعه پیشنهاد می‌کند که جستجوهای پیشین قادر به شناسایی چراغ‌های الکترومغناطیسی مقرون‌به‌صرفه نبوده‌اند.

## تحلیل سیارات

### گرما و نور مصنوعی

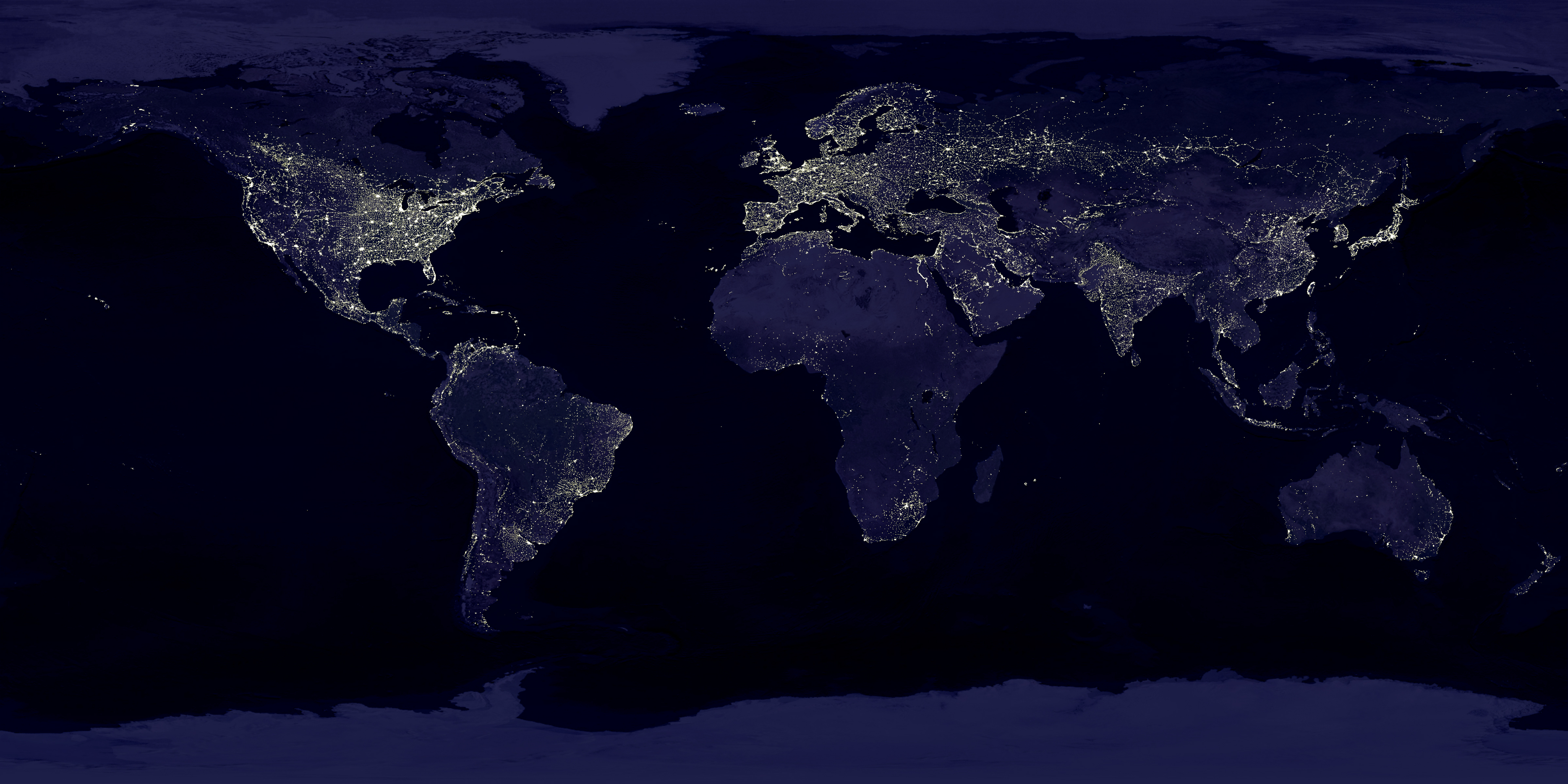
نورهای شهرها و زیرساخت‌ها روی زمین در شب، از فضا

چندین ستاره‌شناس، از جمله آوی لوب از مرکز اخترفیزیک هاروارد-اسمیتسونین و ادوین ال. ترنر از دانشگاه پرینستون، پیشنهاد کرده‌اند که نور مصنوعی از سیارات فرازمینی، مانند نوری که از شهرها، صنایع و شبکه‌های حمل‌ونقل منتشر می‌شود، می‌تواند شناسایی شود و نشان‌دهنده وجود یک تمدن پیشرفته باشد. این روش‌ها بر این فرض استوارند که انرژی تابشی تولید شده توسط تمدن‌ها نسبتاً متمرکز بوده و بنابراین به‌راحتی قابل شناسایی است.
نور و گرمای شناسایی شده از سیارات باید از منابع طبیعی متمایز شود تا بتوان به‌طور قطعی وجود حیات هوشمند روی یک سیاره را اثبات کرد. برای مثال، آزمایش Black Marble ناسا در سال ۲۰۱۲ نشان داد که منابع ثابت نور و گرمای قابل توجه روی زمین، مانند آتش‌سوزی‌های دائمی در استرالیای غربی خشک، از مناطق غیرمسکونی نشأت می‌گیرند و منشأ طبیعی دارند.
ابزار LUVOIR A ممکن است بتواند نورهای شهری ۱۲ برابر روشن‌تر از زمین را روی پروکسیما قنطورس بی در ۳۰۰ ساعت شناسایی کند.

### تحلیل جو سیارات

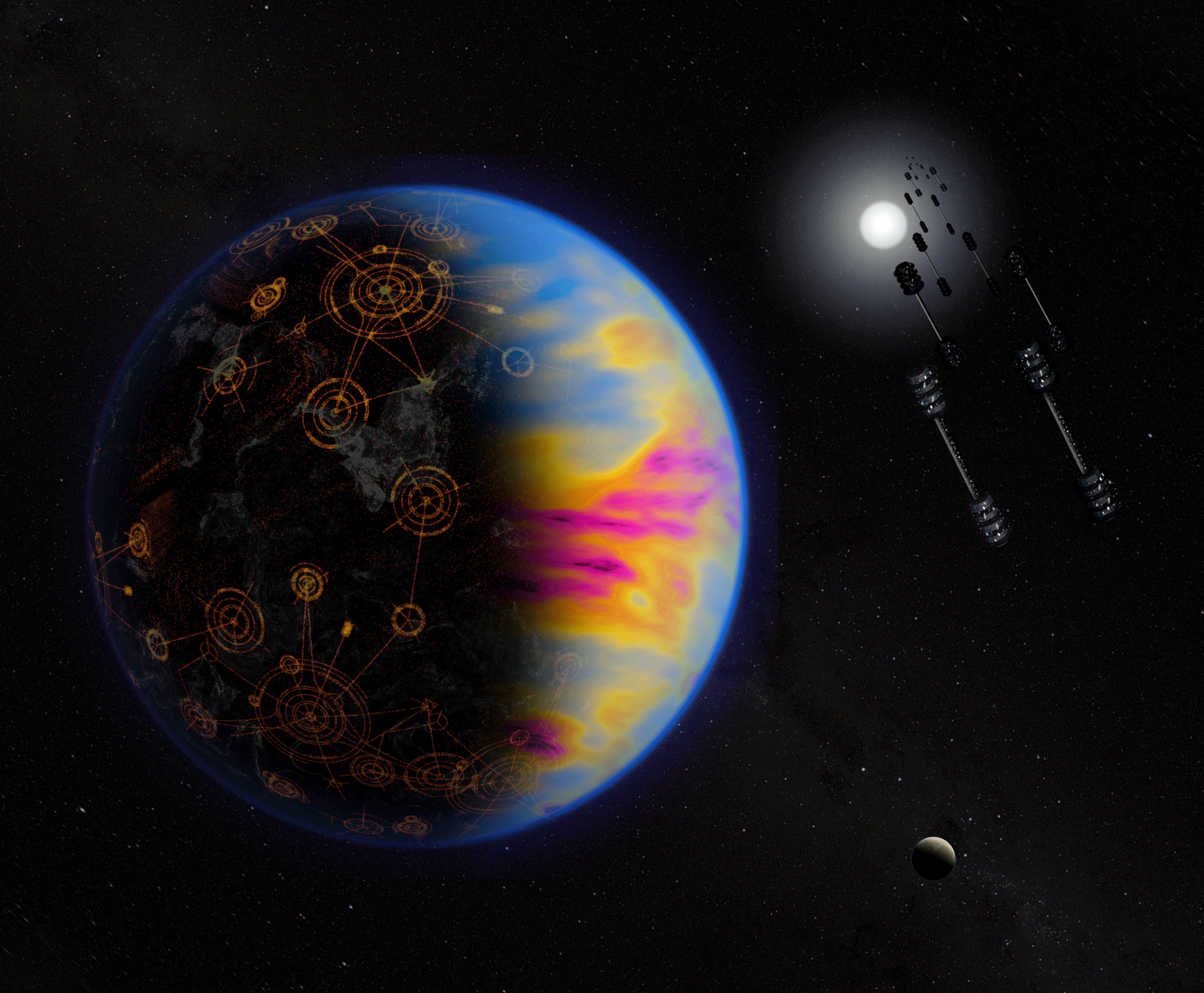
تصویر هنری از یک تمدن فرازمینی پیشرفته با آلودگی صنعتی

تحلیل جو سیارات، که پیش‌تر در مورد اجسام مختلف منظومه شمسی و به‌صورت ابتدایی روی چند مشتری داغ انجام شده، ممکن است وجود مواد شیمیایی تولید شده توسط تمدن‌های فناوری را آشکار کند.
به‌عنوان مثال، انتشار گازهای ناشی از فناوری‌های انسانی روی زمین، از جمله نیتروژن دی‌اکسید و کلروفلوئوروکربن‌ها، از فضا قابل شناسایی است.
آلودگی هوای مصنوعی ممکن است از طریق «SETI جوی» بر روی سیارات فراخورشیدی و زمین شناسایی شود – از جمله سطوح آلودگی NO2 و با فناوری تلسکوپی نزدیک به سطح امروزی.
چنین نشانه‌های فناوری ممکن است شامل شناسایی همزمان سطوح چندین ماده شیمیایی خاص در جو سیارات باشند، نه فقط سطح یک ماده خاص.
با این حال، احتمال تشخیص اشتباه همچنان وجود دارد؛ برای مثال، جو تیتان دارای نشانه‌هایی از مواد شیمیایی پیچیده است که شبیه به آلاینده‌های صنعتی روی زمین هستند، اما منشأ آن‌ها به تمدن مربوط نمی‌شود. برخی از دانشمندان SETI پیشنهاد داده‌اند که جستجو برای جوهای مصنوعی که از طریق مهندسی سیارات برای ایجاد محیط‌های قابل سکونت جهت استعمار توسط موجودات فرازمینی (ETI) ایجاد شده‌اند، انجام شود.

## مصنوعات فرازمینی، تأثیرات و فضاپیما

### فضاپیما

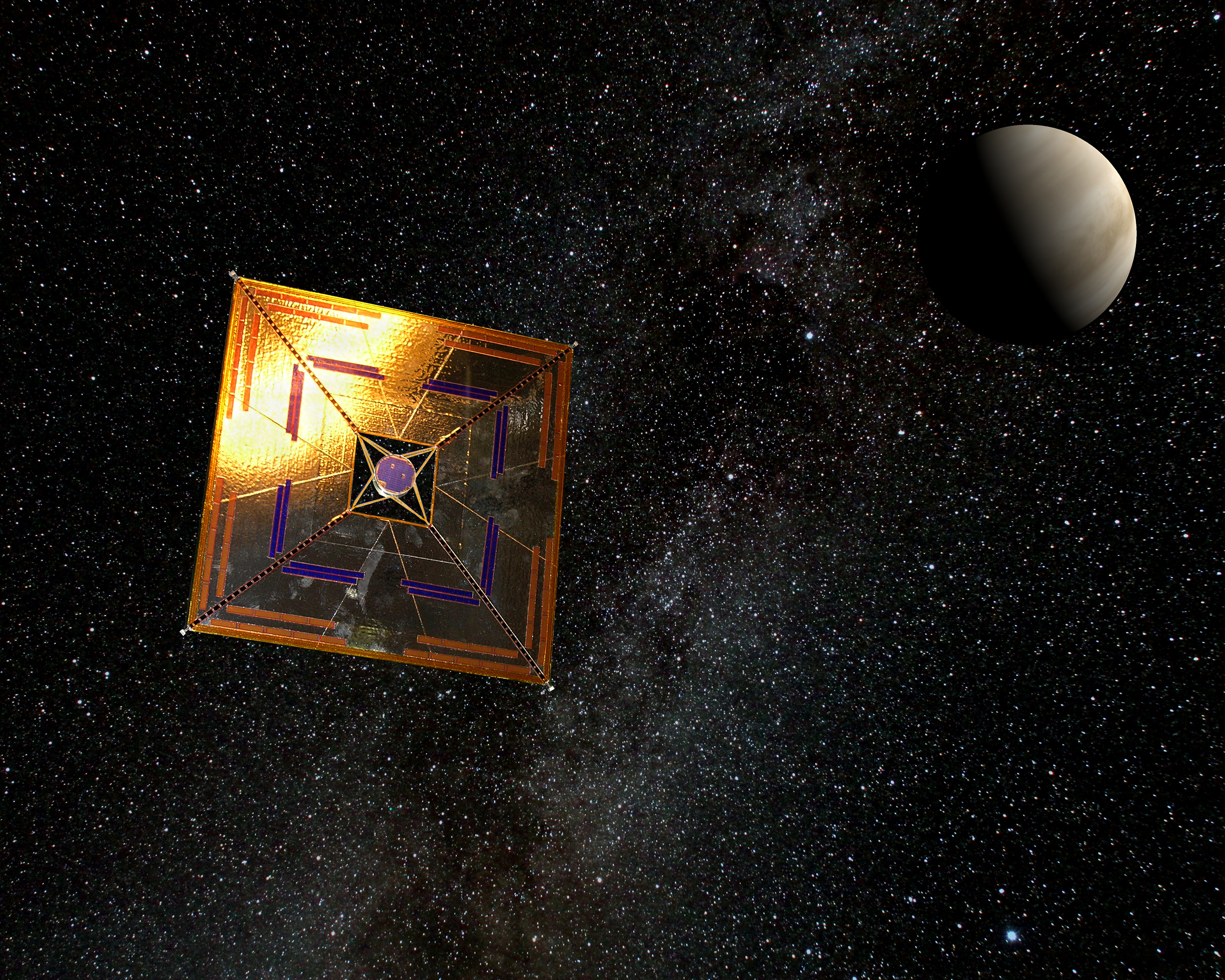
کاوشگر ایکاروس با بادبان خورشیدی در سال ۲۰۱۰

ستاره‌پیما ممکن است از صدها تا هزاران سال نوری فاصله از طریق اشکال مختلف تابش، مانند فوتون‌های منتشر شده توسط یک راکت پادماده یا تابش سیکلوترون از تعامل بادبان مغناطیسی با محیط میان‌ستاره‌ای قابل شناسایی باشد. چنین سیگنالی به‌راحتی از سیگنال‌های طبیعی قابل تشخیص است و در صورت شناسایی می‌تواند وجود حیات فرازمینی را به‌طور قطعی اثبات کند.
علاوه بر این، کاوشگرهای کوچک‌تر کاوشگر بریسول که در منظومه شمسی خودمان قرار دارند نیز ممکن است از طریق جستجوهای نوری یا رادیویی قابل شناسایی باشند.
فضاپیماهای خودتکثیرکننده یا شبکه‌های ارتباطی آن‌ها ممکن است در منظومه شمسی (سامانهٔ خورشیدی) ما یا در سامانه‌های ستاره‌ای نزدیک قابل شناسایی باشند، در صورتی که در این مناطق قرار داشته باشند.
این فناوری‌ها یا آثار آن‌ها ممکن است در مدار زمین، روی ماه یا روی خود زمین حضور داشته باشند.

### ماهواره‌ها
فناوری ساده‌تر و نزدیک‌تر به سطح فناوری فعلی انسان، کمربند کلارک (Clarke Exobelt) است که توسط اخترفیزیکدان هکتور سوکاس-ناوارو از مؤسسه اخترفیزیک جزایر قناری پیشنهاد شده است. این کمربند فرضی می‌تواند شامل تمام ماهواره‌های مصنوعی باشد که در مدارهای مدار زمین‌ایستا یا مدار زمین‌همگام اطراف یک سیاره فراخورشیدی قرار دارند.
بر اساس شبیه‌سازی‌های اولیه، به نظر می‌رسید که یک کمربند ماهواره‌ای بسیار متراکم، که تنها به تمدنی با فناوری کمی پیشرفته‌تر از ما نیاز دارد، با فناوری فعلی از طریق تغییرات در منحنی نور مشاهده شده از روش‌های یافتن سیاره‌های فراخورشیدی قابل شناسایی باشد. اما تحلیل‌های بعدی این نتیجه را زیر سؤال برده و پیشنهاد می‌کنند که کمربندهای کلارک قابل شناسایی با مأموریت‌های فعلی و آتی بسیار نادر خواهند بود.

### تأثیر یا فعالیت فرازمینی روی زمین
پیشنهاد شده است که زمانی که موجودات فرازمینی به یک «خانه جدید» می‌رسند، به احتمال زیاد نشانه‌های فناوری ایجاد می‌کنند (زیرا با استفاده از فناوری به آنجا رسیده‌اند) و بخشی از آن‌ها ممکن است در نهایت به ایجاد زیست‌سپهر جدید منجر شود.
دی‌ان‌ای میکروارگانیسم‌ها ممکن است برای پیام‌های خودتکثیر استفاده شده باشد. همچنین ببینید: ذخیره داده دیجیتال در دی‌ان‌ای

### روی سیاره‌های فراخورشیدی
نصب و راه‌اندازی‌های با بازتاب کم یا زیاد مانند صفحات خورشیدی ممکن است قابل شناسایی باشد، اگرچه تمایز سازه‌های کلان مصنوعی از محیط‌های طبیعی با بازتاب بالا یا پایین (مانند یخ‌های روشن قطبی) ممکن است غیرعملی باشد.

## پروژه‌های علمی برای جستجوی نشانه‌های فناوری

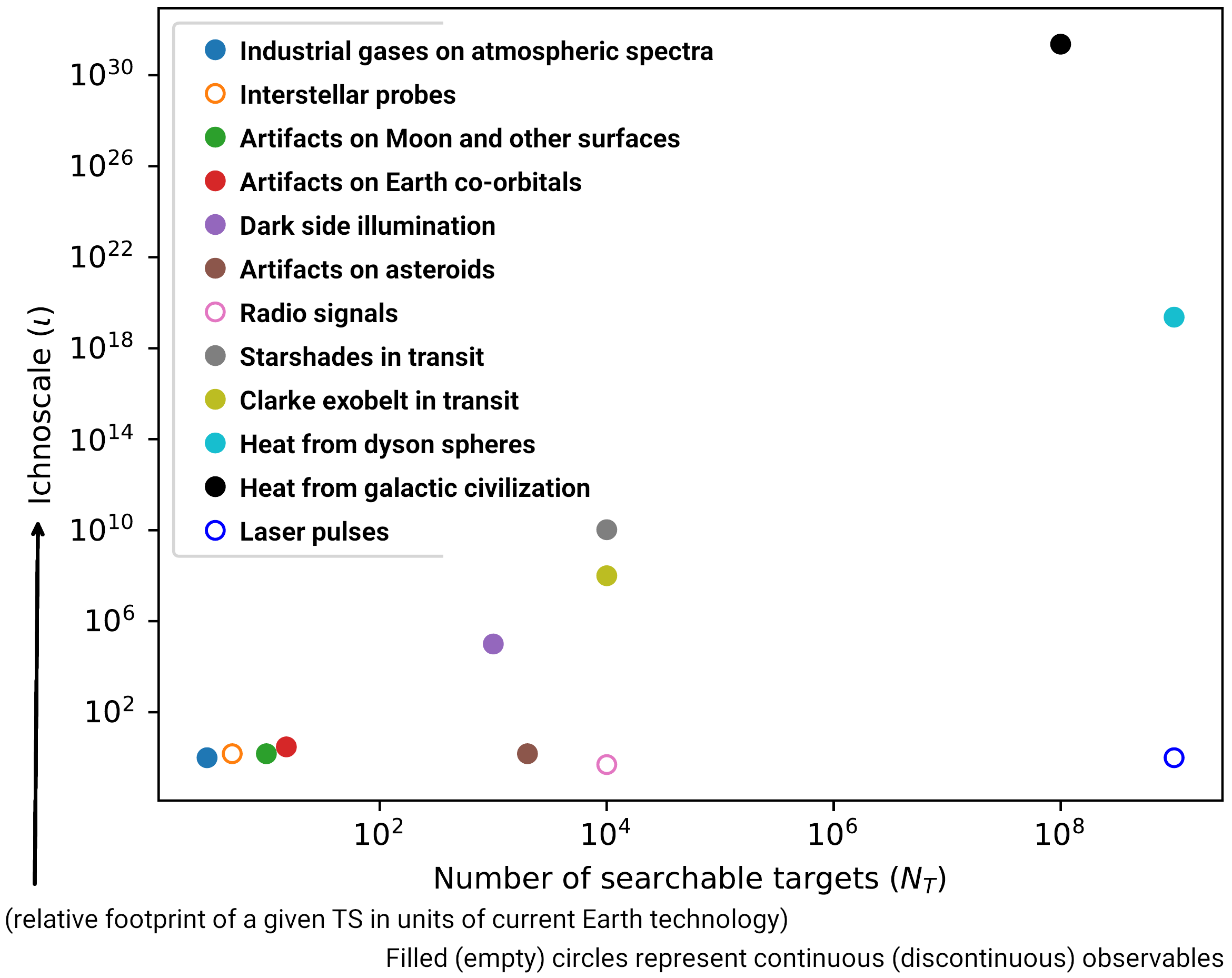
نشانه‌های فناوری عمده، همان‌طور که در بررسی علمی سال ۲۰۲۱ توضیح داده شده است.

یکی از اولین تلاش‌ها برای جستجوی کره دایسون توسط ویچسلاو اسلیش از مؤسسه تحقیقات فضایی روسیه در مسکو در سال ۱۹۸۵ با استفاده از داده‌های ایراس انجام شد.
جستجوی دیگری برای نشانه‌های فناوری در حدود سال ۲۰۰۱ شامل تحلیل داده‌های رصدخانه پرتوی گامای کامپتون برای یافتن نشانه‌های پادماده بود. این جستجو، به‌جز یک «طیف جالب که احتمالاً به SETI مربوط نبود»، نتیجه‌ای نداشت.
در سال ۲۰۰۵، آزمایشگاه فرمی یک بررسی مداوم برای چنین طیف‌هایی را از طریق تحلیل داده‌های IRAS آغاز کرد.
شناسایی یکی از منابع متعدد فروسرخ به‌عنوان یک کره دایسون نیاز به تکنیک‌های بهبودیافته‌ای برای تمایز آن از منابع طبیعی دارد. آزمایشگاه فرمی ۱۷ مورد «مبهم» را شناسایی کرد که چهار مورد آن‌ها «جالب اما همچنان سوال‌برانگیز» توصیف شده‌اند. جستجوهای دیگر نیز چندین مورد مشابه را شناسایی کرده‌اند، اما این موارد همچنان تأیید نشده‌اند.
در مقاله‌ای در سال ۲۰۰۵، لوک آرنولد روشی را برای شناسایی سازه‌های مصنوعی به اندازه سیارات از طریق الگوهای خاص در منحنی نور گذر آن‌ها پیشنهاد کرد. وی نشان داد که چنین نشانه‌های فناوری با پروژه‌هایی مانند Corot یا Kepler، که برای شناسایی سیارات فراخورشیدی طراحی شده‌اند، قابل شناسایی است. این اصل برای مأموریت‌های آینده شناسایی سیارات فراخورشیدی همچنان قابل‌استفاده است.
در سال ۲۰۱۲، گروهی از ستاره‌شناسان به رهبری جیسون رایت، جستجویی دو ساله برای کره‌های دایسون را با کمک کمک‌هزینه‌هایی از بنیاد جان تمپلتون آغاز کردند.
در سال ۲۰۱۳، جف مارسی بودجه‌ای برای استفاده از داده‌های کپلر در جستجوی کره‌های دایسون و ارتباطات بین‌ستاره‌ای با استفاده از لیزر دریافت کرد، و Lucianne Walkowicz بودجه‌ای برای شناسایی نشانه‌های مصنوعی در عکسبرداری ستاره‌ها دریافت کرد.
از سال ۲۰۱۶، ستاره‌شناس ژان-لوک مارگو از دانشگاه کالیفرنیا (لس آنجلس) جستجوی نشانه‌های فناوری را با استفاده از تلسکوپ‌های رادیویی بزرگ آغاز کرده است.

### ستارگان ناپدیدشونده
در سال ۲۰۱۶، پیشنهاد شد که ستارگان ناپدیدشونده می‌توانند نشانه‌ای از فناوری باشند. یک پروژه پایلوت برای جستجوی ستارگان ناپدیدشونده انجام شد که یک شیء نامزد را یافت. در سال ۲۰۱۹، پروژه «منابع ناپدیدشونده و ظاهرشونده در طول یک قرن از مشاهدات» (VASCO) جستجوهای عمومی‌تری برای ستارگان ناپدیدشونده و ظاهرشونده و سایر اخترشناسی پدیده‌های گذرا را آغاز کرد.
آن‌ها ۱۰۰ پدیده گذرای سرخ از «منشأ به احتمال زیاد طبیعی» را شناسایی کردند و ۱۵٪ از داده‌های تصویری را تحلیل نمودند. در سال ۲۰۲۰، همکاری VASCO یک پروژه دانشوری شهروندی را برای تحلیل تصاویر هزاران شیء نامزد آغاز کرد. این پروژه در همکاری نزدیک با مدارس و انجمن‌های آماتوری، عمدتاً در کشورهای آفریقایی، انجام می‌شود.
پروژه VASCO به‌عنوان «شاید عمومی‌ترین جستجوی آثار مصنوعی تاکنون» شناخته شده است.
در سال ۲۰۲۱، محقق اصلی پروژه VASCO، بئاتریز ویارروئل، برای این پروژه جایزه لورئال-یونسکو برای زنان در علم را در سوئد دریافت کرد.
در ژوئن ۲۰۲۱، این همکاری کشف ۹ منبع نوری را که ظاهراً به‌طور همزمان ظاهر و ناپدید می‌شدند و از تصاویر آرشیوی ثبت‌شده در سال ۱۹۵۰ گرفته شده بودند، منتشر کرد.
تیم ویارروئل همچنین سه ستاره با قدر ۱۶ را یافتند که روی صفحات تصویربرداری شده در یک ساعت در ۱۹ ژوئیه ۱۹۵۲ ناپدید شده بودند.
در سال ۲۰۲۱، ستاره‌شناسان پیشنهاد کردند که یک سلسله «بررسی‌های تأییدی برای سیگنال‌های ردپاهای فناوری باند باریک» انجام شود. این پیشنهاد پس از نتیجه‌گیری بود که نشانه تکنولوژی BLC1 ممکن است نتیجه‌ای از نوعی تداخل الکترومغناطیسی محلی باشد.

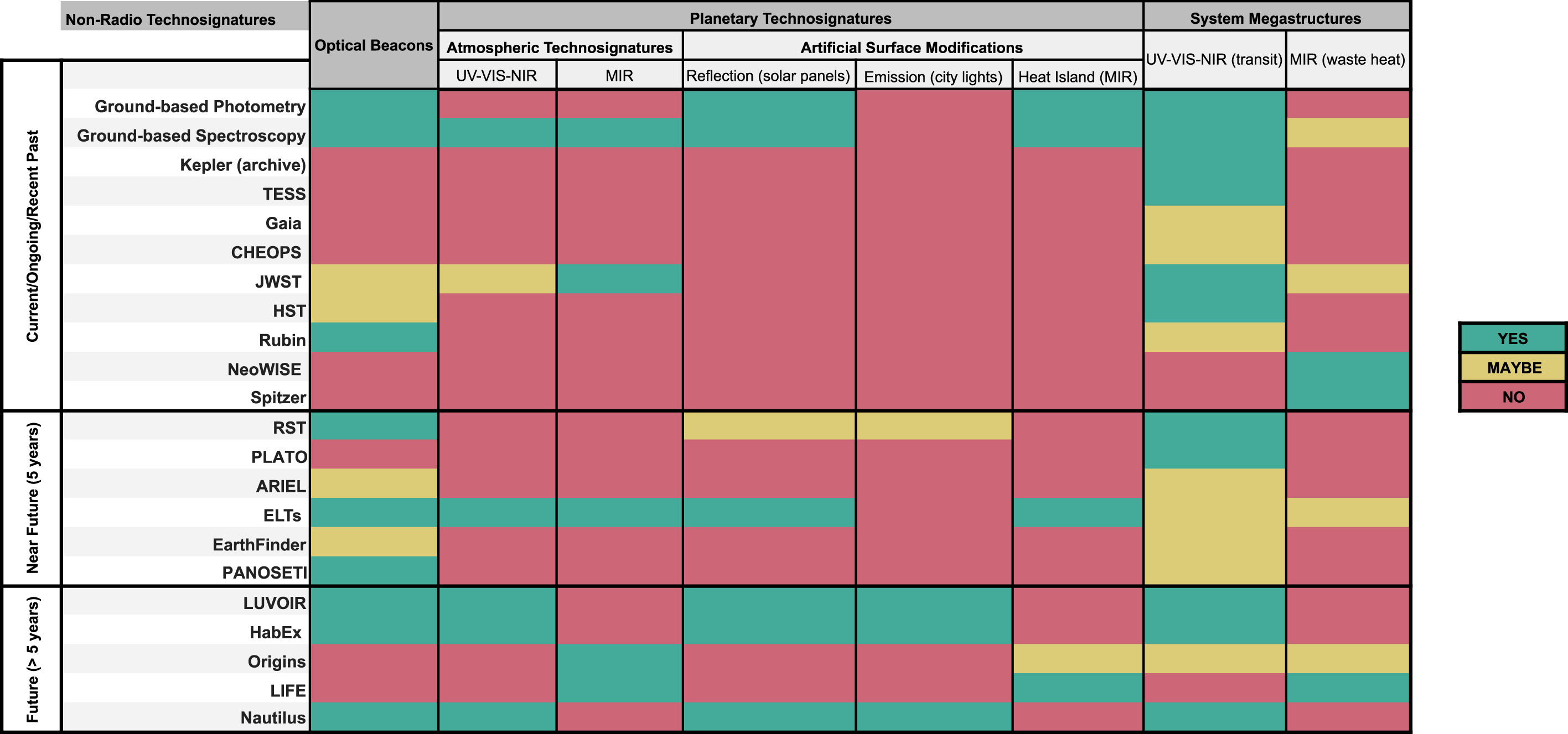
توانایی‌های شناسایی ردپاهای فناوری با مأموریت‌ها و امکانات اخیر، جاری و آینده. یاخته‌های سبزرنگ نشان‌دهندهٔ قابلیت شناسایی حداقل یک نشانه برای حداقل یک سامانهٔ ستاره‌ای هستند که در یک نشریهٔ بازبینی‌شده ارزیابی شده باشد.

پیشنهاد شده است که رصدخانه‌هایی روی ماه می‌توانند موفقیت بیشتری داشته باشند.
در سال ۲۰۲۲، دانشمندان مرور جامعی از توانایی‌های مأموریت‌های جاری، اخیر، گذشته، برنامه‌ریزی‌شده و پیشنهادی برای شناسایی ردپاهای فناوری بیگانگان ارائه دادند.

## پیامدهای کشف
Steven J. Dick بیان می‌کند که به‌طور کلی اصول مشخصی برای برخورد با کشف موفقیت‌آمیز SETI وجود ندارد. کشف ردپاهای فناوری می‌تواند پیامدهای اخلاقی داشته باشد، مانند ارائه اطلاعات مرتبط با اخلاقیات کیهانی و اصول اخلاقی مرتبط با اصول اخلاق ماشین (مثلاً ارزش‌های اخلاقی اعمال‌شده توسط ماشین‌ها)، یا شامل اطلاعاتی دربارهٔ فناوری و جامعه یا تاریخ‌ها و سرنوشت‌های بیگانه‌ها باشد. نوع، گستردگی و شکل فناوری نشانه‌های کشف‌شده می‌تواند پیامدهای متنوعی داشته باشد که بسته به زمان و زمینه متغیر است.